# Тетрасвинецпенталантан
Тетрасвинецпенталантан — бинарное неорганическое соединение
лантана и свинца
с формулой La5Pb4,
кристаллы.

## Получение
- Сплавление стехиометрических количеств чистых веществ:

{\displaystyle {\mathsf {5La+4Pb\ {\xrightarrow {1350^{o}C}}\ La_{5}Pb_{4}}}}

## Физические свойства
Тетрасвинецпенталантан образует кристаллы
ромбической сингонии, пространственная группа P nma, параметры ячейки a = 0,8538 нм, b = 1,631 нм, c = 0,8674 нм, Z = 4, структура типа пентасамарийтетрагермания Sm5Ge3
.
Соединение конгруэнтно плавится при температуре 1350°C.
При температуре 715°C в соединении происходит фазовый переход.